# Döden från rymden
Döden från rymden (originaltitel: The Andromeda Strain) är en roman författad av Michael Crichton. Den gavs ut 1969 och översattes till svenska 1970.
Boken har filmatiserats två gånger. Den första versionen gjordes 1971 i regi av Robert Wise och fick vid den svenska filmpremiären namnet Hotet. Den andra versionen var en betydligt mer sentida miniserie från 2008 kallad The Andromeda Strain. Miniserien producerades av A&E Networks.